# تپه پاتخت
تپه پاتخت مربوط به عصر آهن دو است و در شهرستان نوشهر، بخش کجور، روستای پول واقع شده و این اثر در تاریخ ۷ مرداد ۱۳۸۲ با شمارهٔ ثبت ۹۳۷۰ به‌عنوان یکی از آثار ملی ایران به ثبت رسیده است.